# Licàon (fill de Príam)
Licàon (en grec antic Λυκάων), d'acord amb la mitologia grega, va ser un heroi grec, fill de Príam i de Laòtoe.
Va ser fet presoner per Aquil·les una nit que estava tallant branques al jardí de Príam, i aquest el va vendre com a esclau, a Eeció, a l'illa de Lemnos. Però Eeció l'alliberà al cap de pocs dies. Llavors Licàon tornà a Troia i s'enfrontà de nou a Aquil·les a les ribes de l'Escamandre, que aquest cop el matà sense fer cas de les seves súpliques perquè acceptés un rescat.